# Hualtaco III CP10
Hualtaco III CP10 es un caserío peruano ubicado en el distrito de Tambogrande, perteneciente a la provincia y departamento de Piura, al norte del Perú. 

## Ubicación
Hualtaco III CP10 se ubica al norte de la provincia de Piura, en el distrito de Tambogrande, en el departamento de Piura.

## Demografía
En 2017 Hualtaco III CP10 tenía una población de 478 habitantes.
| Gráfica de evolución demográfica de Hualtaco III CP10 entre 1993 y 2017 |
|                                                                         |
| Fuentes: Población 1993 (junto con Hualtaco III El Porvenir) y 2017     |